# Grigori Alexandrowitsch Gamarnik

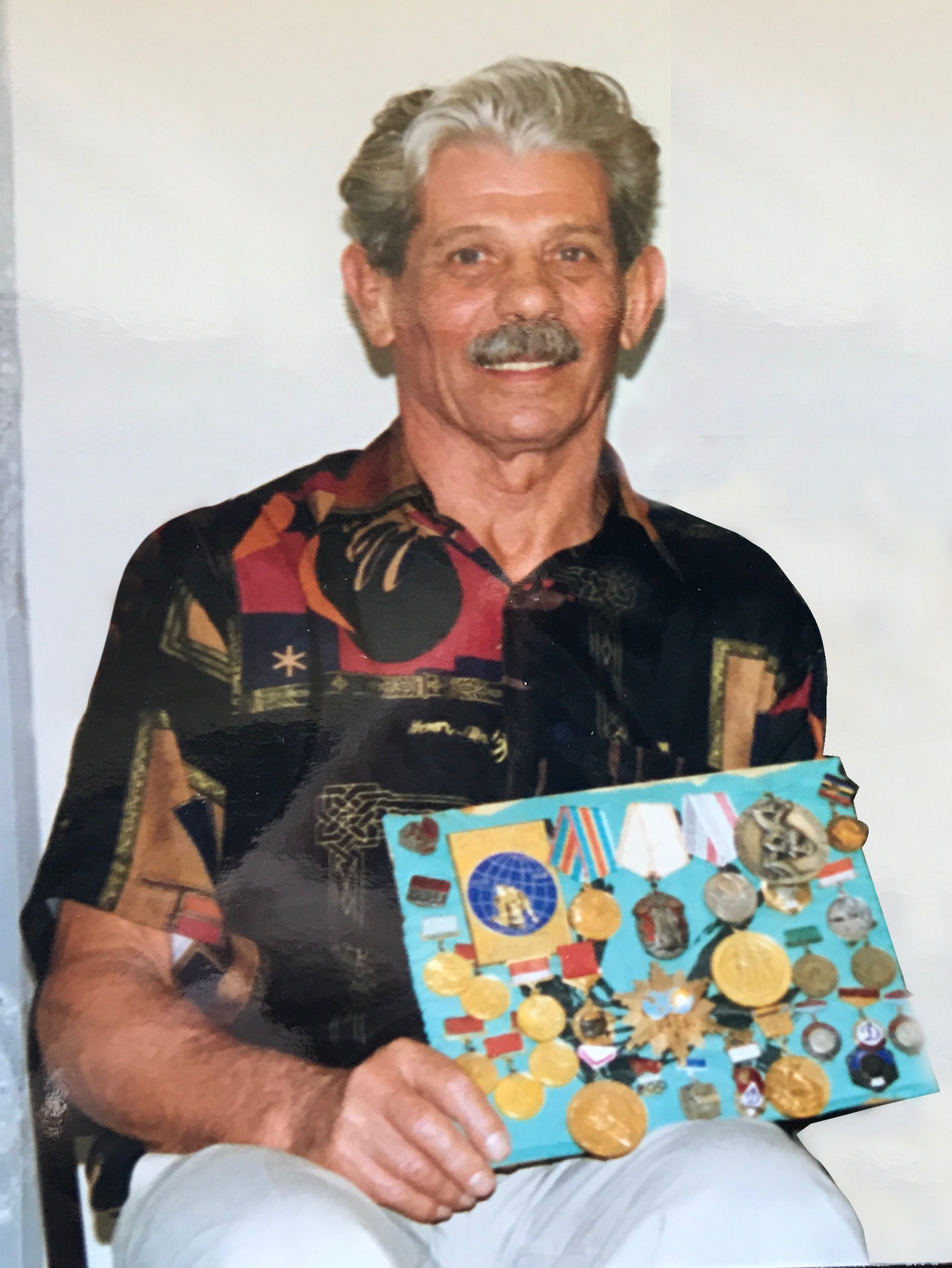
Grigori Gamarnik, 1995

Grigori Alexandrowitsch Gamarnik (russisch Григорий Александрович Гамарник; * 22. April 1929 in Kirowohrad; † 18. April 2018 in den USA) war ein sowjetischer Ringer. Er war Weltmeister 1955 im griechisch-römischen Stil im Leichtgewicht.

## Sportliche Laufbahn
Gamarnik war Angehöriger der Roten Armee und gehörte dem Sportklub der Armee in Kiew an. Grigori rang ausschließlich im griechisch-römischen Stil und machte 1951 erstmals auf sich aufmerksam, als er bei den sowjetischen Meisterschaften im Leichtgewicht hinter dem Moskauer Wladimir Jegorow und vor Schazam Safin den 2. Platz belegte. Die Qualifikation für die Olympischen Spiele 1952 und die Weltmeisterschaft 1953 schaffte Grigori noch nicht. 1955 wurde er bei der Weltmeisterschaft in Karlsruhe im Leichtgewicht eingesetzt. Obwohl er dort in der zweiten Runde eine Niederlage gegen den Bulgaren Dimitar Stojanow einstecken musste, konnte er überzeugen und mit fünf Siegen in seinen übrigen Kämpfen den Weltmeistertitel gewinnen.
In der Olympiaqualifikation für 1956 scheiterte Grigori an Wladimir Rosin. Aus diesem Grunde konnte er erst 1958 wieder an einer internationalen Meisterschaft, der Weltmeisterschaft in Budapest, teilnehmen. Dort rang er eine Gewichtsklasse höher im Weltergewicht. Er gewann wieder fünf Kämpfe, unterlag jedoch im Finale dem Türken Kâzım Ayvaz und musste sich deshalb mit dem Vize-Weltmeistertitel begnügen.
1960 schaffte Grigori den Sprung zu Olympischen Spielen. Zwischenzeitlich war er allerdings nicht mehr so stark wie in früheren Jahren und kam in Rom im Weltergewicht nur auf den 5. Platz – nach einem Unentschieden gegen Mithat Bayrak aus der Türkei, der die Goldmedaille gewann, und einer Niederlage gegen Stevan Horvat aus Jugoslawien.
Nach dem Ende seiner sportlichen Karriere war Grigori Gamarnik als Ringertrainer in der Roten Armee tätig.

### Internationale Erfolge
(OS = Olympische Spiele, WM = Weltmeisterschaft, GR = griechisch-römischer Stil, Le = Leichtgewicht, We = Weltergewicht, damals bis 67 kg bzw. 73 kg Körpergewicht)
- 1955, 1. Platz, Weltfestspiele der Jugend in Warschau: GR, We, vor Alfred Tischendorf (DDR) und Marin Belușica (Rumänien)

- 1955, 1. Platz, WM in Karlsruhe: GR, Le, Siege über Gustav Freij (Schweden), Bernard Philippe (Luxemburg), Otto Schmittner (BRD), Dumitru Cuc (Rumänien) und Kyösti Lehtonen (Finnland); Niederlage gegen Dimitar Stojanow (Bulgarien)

- 1958, 2. Platz, WM in Budapest: GR, We, Siege über Siegfried Schäfer (DDR), Helmut Längle (Österreich), Zsibrita (Ungarn), Valeriu Bularca (Rumänien) und Stevan Horvat (Jugoslawien); Niederlage gegen Kâzım Ayvaz (Türkei)

- 1960, 5. Platz, OS in Rom: GR, We, Siege über Harald Barlie (Norwegen), Bjarne Ansböl (Dänemark), Sachihiko Takeda (Japan) und Kiril Petkow (Bulgarien); Unentschieden gegen Mithat Bayrak (Türkei); Niederlage gegen Stevan Horvat (Jugoslawien)

### Länderkämpfe
- 1955, UdSSR gegen Schweden, GR, Le, Schultersieger über Ake Karlsson,
- 1955, UdSSR gegen Schweden, GR, We, Punktsieger über Bertil Nyström,
- 1956, Frankreich gegen UdSSR, GR, We, Punktsieger über Verdaine,
- 1956, Schweden gegen UdSSR, GR, We, Punktsieger über Per Berlin,
- 1957, Schweden gegen UdSSR, GR, We, Unentschieden gegen Bertil Nyström,
- 1959, UdSSR gegen Schweden, GR, We, Punktsieger über Hansmark

### Nationale Meisterschaften

#### UdSSR-Meisterschaften (soweit bekannt)
- 1951, 2. Platz, GR, Le, hinter Wladimir Jegorow und vor Schazam Safin,
- 1957, 1. Platz, GR, We, vor N. Boldin und N. Pereschegin,
- 1959, 1. Platz, GR, We, vor J. Zelenin und Z. Mchitarjan,
- 1961, 3. Platz, GR, Le, hinter V. Fesenko und V. Schitenow

#### II. Spartakiade der UdSSR
- 1959, 3. Platz, GR, We, hinter Wladimir Rosin und J. Zelenin